# Наумов, Валентин Иванович
Валентин Иванович Наумов (род. 1 июля 1941) — советский хоккеист, защитник.

## Биография
Начинал играть в командах класса «А» «Спартак» Свердловск (1959/60 — 1961/62) и «Торпедо» Горький (1962/63). Сезон 1963/64 провёл в рижской «Даугаве». В следующем сезоне сыграл два матча в чемпионате СССР за «Металлург» Новокузнецк. В дальнейшем выступал за клубы Нижнего Тагила «Спутник» (1965/66) и «Высокогорец» (1967/68 — 1972/73).